# Répudre
Le Répudre est un ruisseau de France, dans les départements de l'Aude de l'Hérault, en région Occitanie. C’est un affluent gauche de l'Aude.

## Géographie
Le Répudre prend sa source à Aigne dans l'Hérault et conflue avec l'Aude près de Paraza et Ventenac-en-Minervois.
La longueur de son cours d'eau est de 13,3 km.

### Département et communes traversées
Le Répudre prend sa source dans l'Hérault à Aigne, puis traverse dans l'Aude les communes de Mailhac, Pouzols-Minervois, Paraza et Ventenac-en-Minervois.

## Hydrographie
Son débit est faible habituellement mais regroupant quinze autres ruisseaux affluents, il est susceptible de crues de plusieurs dizaines de mètres cubes.

## Histoire
Le pont-canal de Répudre à Paraza permet au canal du Midi de traverser cette petite rivière,.
Il est d'ailleurs inscrit aux monuments historiques.